# Obras do Projeto Delta

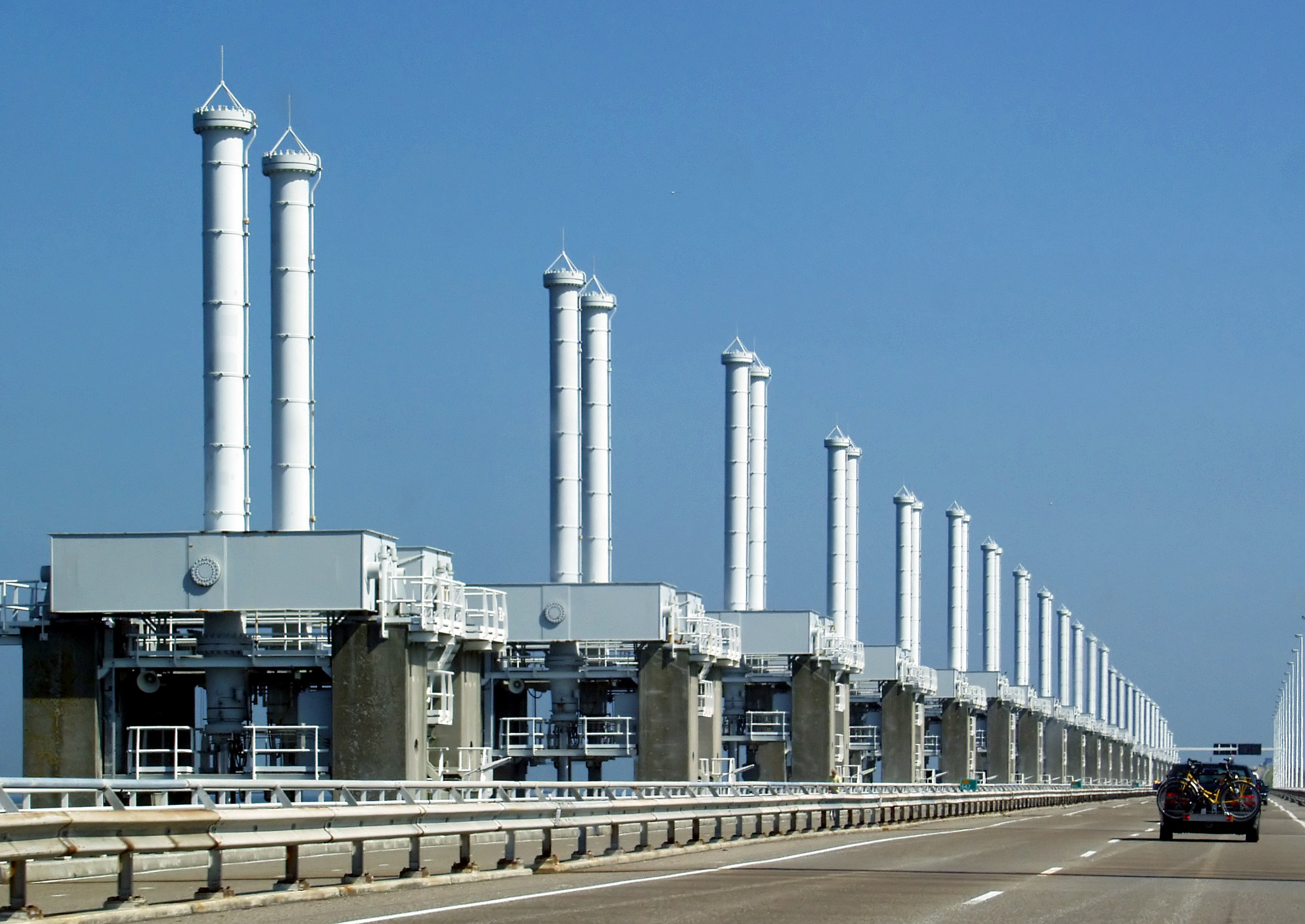
Oosterscheldekering, o mais largo dos treze diques do Plano Delta.

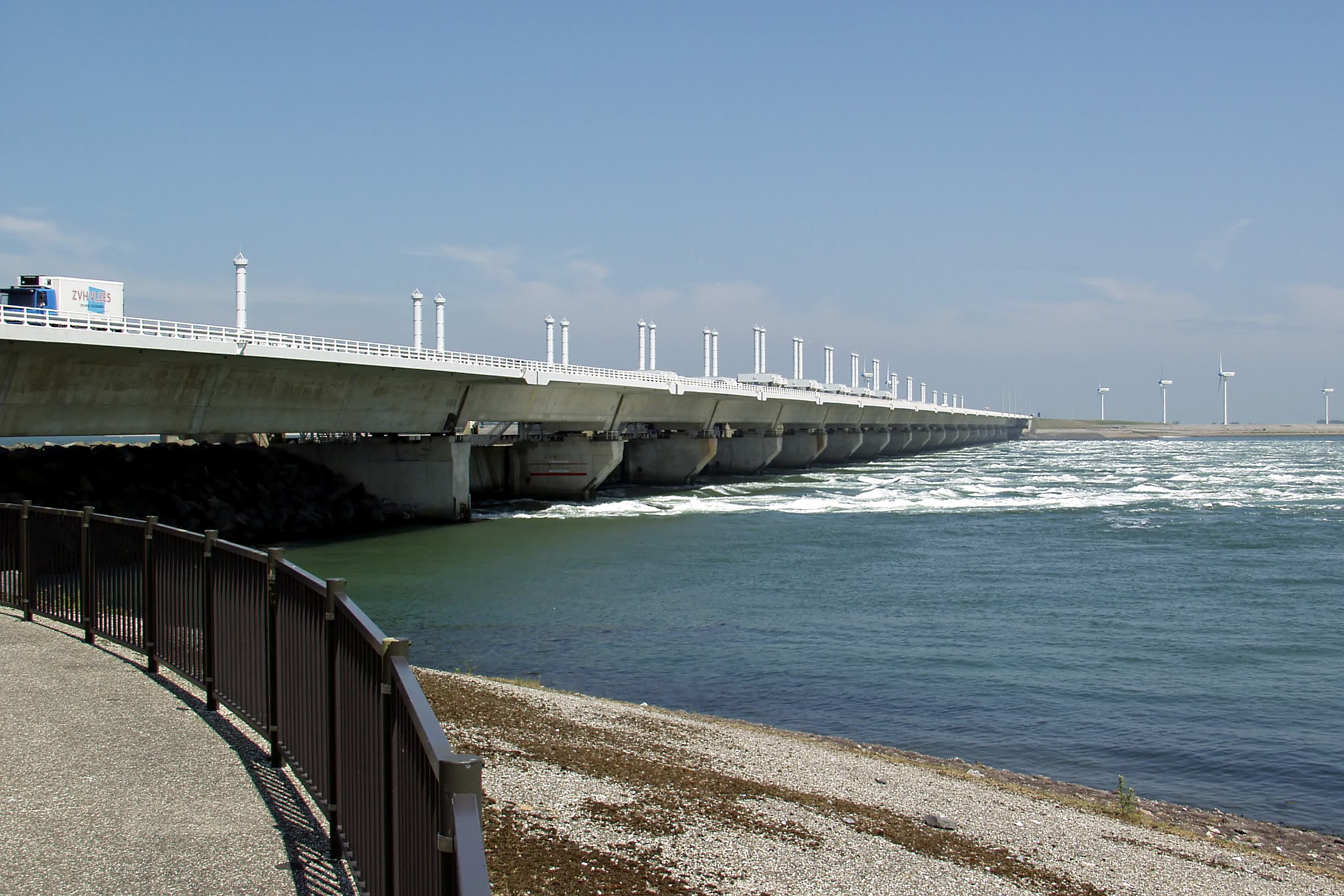
Oosterscheldekering, vista lateral.

As obras do Projeto Delta ou Projeto Delta (Neerlandês: Deltawerken) são um sistema de defesa contra a subida do nível do mar para a região do delta (Zelândia e sul da Holanda do Sul) dos Países Baixos.

## História
Os estuários dos rios Reno, Mosa e Schelde foram sujeitos a inundações ao longo dos séculos. Depois de construir o Afsluitdijk (1927-1932), os holandeses começaram a estudar o represamento do Delta do Reno-Mosa. Planos foram desenvolvidos para encurtar a costa e transformar o delta em um grupo de lagos costeiros de água doce. Ao encurtar a costa, menos diques teriam de ser reforçados.
Devido à indecisão e à Segunda Guerra Mundial, pouca ação foi tomada. Em 1950, duas pequenas bocas de estuário, o Brielse Gat perto de Brielle e o Botlek perto de Vlaardingen foram represadas. Após a inundação do Mar do Norte de 1953, uma Comissão de Obras Delta foi instalada para investigar as causas e desenvolver medidas para prevenir tais desastres no futuro. Eles revisaram alguns dos planos antigos e criaram o "Deltaplan".
Ao contrário das Obras Zuiderzee, o propósito do Plano Delta é em grande parte defensivo e não para recuperação de terras. O Plano Delta é um programa nacional e exige a colaboração entre o governo nacional, as autoridades provinciais, as autoridades municipais e os conselhos de água. O plano consistia em bloquear as bocas do estuário do Oosterschelde, do Haringvliet e do Grevelingen. Isso reduziu o comprimento dos diques expostos ao mar em 700 quilômetros (430 milhas). As bocas do Nieuwe Waterweg e do Westerschelde deveriam permanecer abertas por causa das importantes rotas marítimas para os portos de Roterdã e Antuérpia. Os diques ao longo desses cursos d'água deveriam ser aumentados e fortalecidos. As obras seriam combinadas com infraestrutura rodoviária e hidroviária para estimular a economia da província da Zelândia e melhorar a conexão entre os portos de Roterdã e Antuérpia.

### Lei Delta e marco conceitual
Uma parte importante deste projeto foi a investigação fundamental para encontrar soluções a longo prazo, protegendo os Países Baixos contra futuras inundações. Em vez de analisar inundações passadas e proteção de edifícios suficientes para lidar com elas, a comissão Delta Works foi pioneira em uma estrutura conceitual para usar como norma para investimento em defesas contra inundações.
A estrutura é chamada de "norma Delta"; inclui os seguintes princípios:
- São identificadas as principais áreas a serem protegidas de inundações. Estas são chamadas de "áreas de anel de dique" porque são protegidas por um anel de defesas marítimas primárias;
- O custo das inundações é avaliado usando um modelo estatístico que envolve danos à propriedade, produção perdida e uma determinada quantidade por vida humana perdida;
- Para efeitos deste modelo, uma vida humana está avaliada em 2,2 milhões de euros (dados de 2008);
- As chances de uma inundação significativa dentro da área dada são calculadas. Isso é feito usando dados de um laboratório de simulação de inundação construído propositalmente, bem como dados estatísticos empíricos sobre propriedades e distribuição de ondas de água. O comportamento das tempestades e a distribuição das marés de primavera também são levados em consideração.

A "área do anel de dique" mais importante é a região da costa da Holanda do Sul. É o lar de quatro milhões de pessoas, a maioria das quais vive abaixo do nível normal do mar. A perda de vidas humanas em uma inundação catastrófica aqui pode ser muito grande porque normalmente há pouco tempo de alerta com tempestades do Mar do Norte. A evacuação abrangente não é uma opção realista para a região costeira da Holanda.
A comissão inicialmente estabeleceu o risco aceitável de falha completa de cada "anel de dique" no país em 1 em 125 000 anos. No entanto, constatou que o custo de construção a este nível de proteção não podia ser suportado. Definiu os riscos "aceitáveis" por região da seguinte forma:
- Holanda do Norte e do Sul (excluindo Wieringermeer): 1 por 10 000 anos;
- Outras áreas de risco de inundação marítima: 1 por 4 000 anos;
- Áreas de transição entre terras altas e terras baixas: 1 por 2 000 anos.

As cheias dos rios causam menos danos do que as inundações de água salgada, o que causa danos a longo prazo nas terras agrícolas. Áreas de risco de inundação de rios foram classificadas como risco aceitável mais alto. As cheias dos rios também têm um tempo de alerta mais longo, produzindo um número estimado de mortes menor por evento.
- Holanda do Sul em risco de inundação de rios: 1 por 1 250 anos;
- Outras áreas de risco de inundação dos rios: 1 a cada 250 anos.

Esses riscos aceitáveis foram consagrados na Lei Delta (em holandês: Deltawet). Isso exigiu que o governo mantivesse os riscos de inundações catastróficas dentro desses limites e melhorasse as defesas caso novas percepções sobre os riscos exigissem isso. Os limites também foram incorporados à nova Lei da Água (Waterwet), em vigor a partir de 22 de dezembro de 2009.
O Projeto Delta (do qual a Delta Works faz parte) foi concebido com essas diretrizes em mente. Todas as outras defesas primárias foram atualizadas para atender à norma. Novos dados que elevam a avaliação de risco sobre o aumento esperado do nível do mar devido ao aquecimento global identificaram dez "pontos fracos". Estes foram atualizados para atender demandas futuras. As últimas atualizações são feitas no âmbito do Programa de Proteção de Águas Altas.

### Alterações no plano durante a execução das Obras
Durante a execução das obras, mudanças foram feitas em resposta à pressão pública. No Nieuwe Waterweg, o aumento e o alargamento associado dos diques revelaram-se muito difíceis devido à oposição pública à destruição planeada de edifícios históricos importantes para o conseguir. O plano foi alterado para a construção de uma barreira contra tempestades (o Maeslantkering) e os diques foram construídos apenas parcialmente.

#### A barreira das tempestades
O Plano Delta originalmente pretendia criar um grande lago de água doce, o Zeeuwse Meer (Lago Zeeland). Isso teria causado grande destruição ambiental em Oosterschelde, com a perda total do ecossistema de água salgada e, consequentemente, a colheita de ostras. Ambientalistas e pescadores uniram esforços para evitar o fechamento; Eles convenceram o Parlamento a alterar o plano original. Em vez de represar completamente o estuário, o governo concordou em construir uma barreira contra tempestades. Esta é essencialmente uma longa coleção de válvulas muito grandes que podem ser fechadas contra tempestades.
A barreira contra tempestades só se fecha quando se espera que o nível do mar suba 3 metros acima do nível médio do mar. Em condições normais, a foz do estuário está aberta, e a água salgada entra e sai com a maré. Como resultado da mudança, os diques fracos ao longo do Oosterschelde precisaram ser reforçados. Mais de 200 km do dique precisavam de novos revestimentos. As ligações entre o Escalda Oriental e o vizinho Haringvliet tiveram de ser represadas para limitar o efeito da água salgada. Barragens e eclusas extras foram necessárias na parte leste do Oosterschelde para criar uma rota marítima entre os portos de Roterdã e Antuérpia. Uma vez que a operação da barreira tem um efeito sobre o ambiente, as pescas e o sistema de gestão da água, as decisões tomadas sobre a abertura ou fechamento do portão são cuidadosamente consideradas. Também a segurança dos diques circundantes é afetada pelas operações de barreira.

#### Implementação de políticas ambientais
Em uma tentativa de restaurar e preservar o sistema natural cercado pelos diques e pela barreira contra tempestades, o conceito "construir com a natureza" foi introduzido nas atualizações revisadas do Programa Delta após 2008. O novo plano integrado de gestão da água não só tem em conta a protecção contra as inundações, mas abrange também a qualidade da água, a indústria do lazer, as actividades económicas, o transporte marítimo, o ambiente e a natureza. Sempre que possível, as construções de engenharia existentes seriam substituídas por opções mais "amigas da natureza", numa tentativa de restaurar o estuário e as marés naturais, ao mesmo tempo que protegiam contra inundações. Além disso, os componentes construtivos dos reforços são projetados de forma a suportar a formação de ecossistemas inteiros. Como parte da revisão, os projetos da Sala do Rio permitiram que a natureza ocupasse o espaço baixando ou alargando o leito do rio. Para estabelecer isso, as planícies de inundação agrícolas são transformadas em parques naturais, as terras agrícolas escavadas são usadas para vegetação selvagem e lagos e desvios recém-escavados criam habitats para peixes e aves. Ao longo da costa, a areia natural é adicionada a cada ano para permitir que a areia soprar livremente através das dunas, em vez de ter as dunas mantidas no lugar por vegetação plantada ou revestimentos. Embora o novo plano tenha trazido custos adicionais, foi recebido favoravelmente. As reconsiderações do Projeto Delta indicaram a importância crescente de integrar as avaliações de impacto ambiental na formulação de políticas.

## Efeitos ambientais
O Projeto Delta, do qual as Obras Delta fazem parte, foi originalmente concebido em um período de tempo em que a consciência ambiental e os efeitos ecológicos dos projetos de engenharia eram pouco levados em consideração. Embora o nível de conscientização para o meio ambiente tenha crescido ao longo dos anos, o Projeto Delta causou inúmeros efeitos irreversíveis no meio ambiente no passado. O bloqueio das bocas do estuário reduziu o comprimento dos diques que, de outra forma, teriam de ser construídos para proteger contra inundações, mas também levou a grandes mudanças nos sistemas de água. Por exemplo, as marés desapareceram, o que resultou em uma transição menos suave da água do mar para a água doce. A flora e a fauna sofreram com essa mudança perceptível. Além disso, os rios ficaram cobertos por lodo poluído, já que não havia mais uma passagem aberta para o mar.

## Custos do projeto
Os projetos do Plano Delta são financiados com o Fundo Delta. Em 1958, quando a lei Delta foi aceita sob a Comissão de Obras do Delta, os custos totais foram estimados em 3,3 bilhões de florins. Isso, na época, equivalia a 20% do PIB nacional. Esse valor foi distribuído ao longo dos 25 anos que levaria para concluir o enorme projeto de engenharia. As obras do Delta foram financiadas principalmente pelo orçamento nacional, com uma contribuição do Plano Marshall de 400 milhões de florins. Além disso, a descoberta holandesa de gás natural contribuiu maciçamente para o financiamento do projeto. Com a sua conclusão, em 1997, os custos foram fixados em 8,2 mil milhões de florins. No entanto, em 2012, os custos totais já estavam estabelecidos em cerca de US$ 13 bilhões.

## Status atual
O plano original foi completado pelo Europoortkering que exigiu a construção do Maeslantkering no Nieuwe Waterweg entre Maassluis e Hoek van Holland e o Hartelkering no Canal Hartel perto de Spijkenisse. As obras foram declaradas concluídas após quase quarenta anos, em 1997.
Devido às alterações climáticas e à subida relativa do nível do mar, os diques terão eventualmente de ser tornados cada vez mais largos. Esta é uma batalha difícil a longo prazo contra o mar. O nível necessário de proteção contra as inundações e os custos daí resultantes são um tema recorrente de debate e envolvem um processo de tomada de decisão complicado. Em 1995, foi acordado no Plano Delta Grandes Rios e Projetos de Espaço para o Rio que cerca de 500 quilômetros de revestimentos de diques insuficientes foram reforçados e substituídos ao longo do Oosterschelde e Westerschelde entre 1995 e 2015. Após 2015, no âmbito do Programa de Proteção de Águas Altas, são feitas atualizações adicionais.
Em setembro de 2008, a Comissão Delta presidida pelo político Cees Veerman informou em um relatório que a Holanda precisaria de um novo programa de construção maciço para fortalecer as defesas hídricas do país contra os efeitos previstos do aquecimento global para os próximos 190 anos. Os planos incluíam a elaboração dos piores cenários para evacuações e incluíam mais de 100 mil milhões de euros, ou 144 mil milhões de dólares, em novas despesas até ao ano 2100 para medidas, como o alargamento das dunas costeiras e o reforço dos diques marítimos e fluviais. A comissão disse que o país deve planejar um aumento no Mar do Norte de 1,3 metro até 2100 e 4 metros até 2200.

## Construções
Os trabalhos ligados ao plano delta foram desenvolvidos em um período de 30 anos e compreendem:
- Stormvloedkering Hollandse Ijssel (1958)
- Zandkreekdam (1960)
- Veerse Gatdam (1961)
- Grevelingendam (1965)
- Volkerakdam (1969)
- Haringvlietdam (1971)
- Brouwersdam (1971)
- Markiezaatskade (1983)
- Oosterscheldekering (1986)
- Oesterdam (1987)
- Philipsdam (1987)
- Bathse spuisluis (1987)
- Maeslantkering (1997)